# Episodi di Detective Conan (trentaduesima stagione)
Questa è una lista degli episodi della trentaduesima stagione della serie anime Detective Conan.

## Lista episodi
Questa lista è suscettibile di variazioni e potrebbe essere incompleta o non aggiornata.

| Nº   | Titolo italiano Giapponese 「Kanji」 - Rōmaji | In onda           | In onda |
| Nº   | Titolo italiano Giapponese 「Kanji」 - Rōmaji | Giapponese        |         |
| 1040 | Il caso del diario illustrato di Ayumi 2 「歩美の絵日記事件簿２」 - Ayumi no enikki jikenbo tsū | 23 aprile 2022    |         |
| 1040 | Conan, Ayumi, Mitsuhiko e Genta sono in auto col dottor Agasa. Sulla strada di casa passano davanti a un edificio e vedono una luce innaturale lampeggiante. Conan e i suoi amici leggono l'SOS in codice Morse e si dirigono verso l'edificio. Lì trovano Masaru Danno legato in una stanza. Dice loro che qui è stata piazzata una bomba. Sul posto arriva la polizia che scopre che nell'edificio non c'è alcuna bomba e il detective Chiba riceve una telefonata che lo informa di una rapina nella gioielleria Kaneko. In seguito Conan scopre cosa è veramente accaduto. |                   |         |
| 1041 | L'alibi non dichiarato 「言えないアリバイ」 - Ienai aribai | 30 aprile 2022    |         |
| 1041 | Conan, Ai e i Detective Boys sono per strada quando vedono un agente di polizia. Un'anziana signora ammette di essere stata spinta dalle scale da una strana giovane donna. Non c’è però nessuno che sia testimone dell’accaduto. Conan poi si rende conto che c'è un uomo in piedi nel vicolo vicino alla scena e gli chiede se ha visto qualcuno sospetto. Ammette però di non aver visto nessuno, prima di lasciare la scena. Dal comportamento dell'uomo, Conan pensa che sia sospettoso e indaga insieme ai Detective Boys. Conan e Ai e Ayumi scoprono che l'uomo si chiama Kaneda e vive a Shikabone. Successivamente l'uomo viene trovato e arrestato da Takagi e Chiba e viene portato alla stazione di polizia di Midoridai. Lì, Megure lo interroga. Takagi poi dice a Conan e agli altri che l'uomo è Eiichi Usui ed è sospettato di un'aggressione ai danni di Takeru Hachiya avvenuta al parco Midoridai. Tuttavia Usui ammette di non essere stato al parco. Dopo aver lasciato la stazione di polizia, Conan nota che nell'elenco telefonico di Shikabone c'è il nome di Akira Kanieda. A Shikabone, i Detective Boys scoprono dal suo vicino che Hanieda è stato investito da un'auto il giorno prima e che somiglia ad Usui. Conan ottiene quindi la conferma che anche l'incidente è avvenuto intorno alle 13:00. Dopo aver chiesto in giro maggiori dettagli, finalmente risolve il caso. |                   |         |
| 1042 | Wild Police Story CASE. Kenji Hagiwara 「警察学校編 Wild Police Story CASE.萩原研二」 - Keisatsu gakkō-hen Wild Police Story CASE. Hagiwara Kenji | 7 maggio 2022     |         |
| 1042 | Sono passati sei mesi dall'ammissione all'accademia di polizia e il gruppo di aspiranti poliziotti è ad una cena con delle colleghe e a Hiromitsu, vedendo una bambina per strada, riaffiorano dei ricordi del funerale di una bambina. Il signor Onizuka si presenta con una macchina appartenente ad un suo vecchio amico morto in servizio e lui la sta custodendo per poi cederla alla figlia di quest'uomo, un'aspirante poliziotta (Sato). Rei camuffa la sua invidia per quella macchina che, tra l'altro, riporta il suo stesso soprannome: Zero. Kenji racconta che suo padre possedeva un'officina ma per mancanza di clientela fallì e suo padre iniziò a studiare le bombe. A Kenji e Matsuda viene proposto di entrare nella squadra di artificieri date le loro spiccate abilità di montaggio e smontaggio di apparecchiature. Hiromitsu si reca al negozio dove in passato aveva visto l'uomo col tatuaggio e riesce a vedere una sua foto tramite un cliente del negozio. Fuori avviene un incidente e una macchina rimane attaccata tramite il paraurti ad un camion il cui conducente è svenuto. Mentre il camion continua ad avanzare arrivano in supporto Matsuda e Kenji guidando la Zero. I quattro, tramite rocambolesche acrobazie in macchina, riescono a salvare il camion evitando che precipiti da un ponte in costruzione. |                   |         |
| 1043 | La figura della vendetta 「復讐のフィギュア」 - Fukushū no Figyua | 14 maggio 2022    |         |
| 1043 | Conan, Ayumi, Genta e Mitsuhiko stanno visitando un gruppo di studenti universitari membri di un club di modellismo. Tuttavia, uno degli studenti, Kazuya Shiraishi, non è soddisfatto della loro visita, perché hanno un progetto che deve essere completato entro il giorno successivo. Mentre Kazuya sta lavorando da solo nella stanza, si sente un'esplosione e si verifica un blackout. Conan cerca di avvicinarsi alla stanza, ma Naoto Mizuhara gli impedisce di andare. Si verifica quindi una seconda esplosione e si vede del fumo dalla stanza. La porta è chiusa a chiave e Keiji Aoki chiede a Conan di chiamare i vigili del fuoco. Sfortunatamente, Kazuya inala molto fumo e muore. Successivamente arriva la polizia per indagare sulla scena. |                   |         |
| 1044 | Il segnale mortale della zuppa di maiale 「豚汁は命がけの合図」 - Tonjiru wa inochigake no aizu | 21 maggio 2022    |         |
| 1044 | Conan e Kogoro stanno passando davanti a un condominio quando vedono un'auto della polizia parcheggiata lì. Nell'appartamento è stata trovata morta una donna che viveva sola. Sul posto sono state rinvenute tre impronte digitali. Le prime sono dell'uomo con cui aveva una relazione. Le seconde invece sono del proprietario del bar in cui lavorava, mentre le ultime sono sconosciute. Dato che non ci sono segni di scassinamento né alla porta d'ingresso né alle finestre, la polizia avvia le indagini, ritenendo che il delitto sia stato commesso da un conoscente. |                   |         |
| 1045 | Festa di compleanno con punizione divina (prima parte) 「天罰くだる誕生パーティー（前編）」 - Tenbatsu kudaru tanjō Pātī (zenpen) | 4 giugno 2022     |         |
| 1045 | Ran, Masumi, Sonoko e Conan vengono invitati da una compagna di Ran alla sua festa di compleanno in cui sono presenti diverse celebrità. Conan è ammalato e ha portato con sé delle pillole, ma quando apre il portapillole si rende conto che ha con sé una capsula dell'antidoto dell'APTX 4869 e Masumi, accorgendosene, lo riferisce alla madre che le dice di rubarla. Durante la serata uno degli invitati viene avvelenato mentre le luci erano spente e Conan nota nel buio l'assassino che scrive qualcosa in fronte alla vittima. Mary chiama Masumi per sapere se ha recuperato il farmaco ma lei le riferisce che è avvenuto un omicidio per avvelenamento. A Mary torna così in mente una scena del passato in cui si trovava su un ponte di Londra assieme al marito Tsutomu a cui chiese se avesse trovato l'assassino di Kohji Haneda. Lui rispose di no e aggiunse che aveva avuto a che fare con un'organizzazione molto potente. Mary lo incolpa di non averle fatto sapere sue notizie dopo dieci anni ma lui le disse che a causa di un incidente in seguito a una fuga aveva perso la memoria. Mary gli comunica che si trova a Londra con la sola figlia Masumi che lui non ha mai visto. Con un gioco di parole riesce a capire che l'uomo davanti a lei non è suo marito ma qualcuno che si sta spacciando per lui e così gli punta una pistola chiedendogli di rivelarsi. Mary viene accerchiata da due uomini e quello che sembrava Tsutomu invece si scopre essere Vermouth che minaccia di ucciderla mediante l'assunzione dell'APTX 4869. |                   |         |
| 1046 | Festa di compleanno con punizione divina (seconda parte) 「天罰くだる誕生パーティー（後編）」 - Tenbatsu kudaru tanjō Pātī (kōhen) | 11 giugno 2022    |         |
| 1046 | Vermouth somministra l'APTX 4869 a Mary, anche lei agente dei servizi segreti, dicendole che sarebbe morta grazie a questo farmaco creato da sua sorella minore. Mary cadde così nel fiume e tornò dalla figlia Masumi nelle sembianze di bambina. Masumi e Conan risolvono il caso individuando il colpevole e spiegando lo stratagemma messo in atto per avvelenare la vittima. Alla fine del caso Masumi saluta tutti correndo subito via e Conan si rende conto che gli ha sottratto dalla tasca il portapillole contenente l'antidoto. Masumi torna a pensare a quando sua madre si era presentata a lei con le sembianze di bambina e pensando sul da farsi videro in TV il volto di Conan. Entrambe si resero conto che quel volto era uguale a quello di Shinichi Kudo che conobbero anni prima in spiaggia e così Mary, tramite i servizi segreti, riuscì a risalire alla lista passeggeri del volo per Londra che le confermò la presenza di Shinichi Kudo sull'aereo. Decisero così di trasferirsi in Giappone per indagare su Shinichi e riuscire a recuperare il farmaco che gli aveva permesso di tornare grande. Masumi apre il portapillole e sorpresa non ci trova dentro l'antidoto in quanto Conan lo ha rimosso dalla scatola prima che gli venisse sottratta. |                   |         |
| 1047 | Il raccapricciante gioco della pecora rossa (prima parte) 「赤いヒツジの不気味なゲーム（前編）」 - Akai hitsuji no bukimina Gēmu (zenpen) | 18 giugno 2022    |         |
| 1047 | Ryota Beppu va all'agenzia investigativa Mori, chiedendo a Kogoro di salvare la sua ragazza, Ami Takigawa, che è stata rapita da "La pecora rossa". Intorno a mezzanotte, Ryota va al Parco Beika come indicato dalla Pecora Rossa, mentre Kogoro osserva attraverso i cespugli. All'improvviso, qualcuno appare e corre verso Ryota. È Ami, che dovrebbe essere rapita. Più tardi, Ami rivela che è solo un gioco per mettere alla prova il coraggio e l'amore del suo ragazzo, cosa popolare sui social media. Sapendo ciò, Kogoro rimprovera la coppia. Nel frattempo, Conan e Ran, entrambi incuriositi dalla "pecora rossa", si incontrano in una strada notturna. Mentre parlano, vedono una figura inquietante uscire dal tunnel davanti a loro: è una pecora rossa con un costume da animale di pezza. Dopo che la pecora rossa scappa con una borsa nera tra le braccia, un uomo giace a terra con un coltello da cucina conficcato nel petto. Secondo la polizia arrivata sul posto, l'uomo era Tetsuzaburo Wakabayashi. Era il proprietario e capo cuoco di La Mucho, il ristorante dove lavorano Beppu e Ami. Conan e gli altri si dirigono verso La Mucho, pensando che ci sia un collegamento con il caso di rapimento. Inoltre Takagi riceve una chiamata che dice che è stata inviata una lettera minatoria al computer di Wakabayashi alle dieci di sera da parte della pecora rossa. La lettere contiene un video di una donna rapita di nome Anri e la richiesta di riscatto di 50 milioni di yen. |                   |         |
| 1048 | Il raccapricciante gioco della pecora rossa (seconda parte) 「赤いヒツジの不気味なゲーム（後編）」 - Akai hitsuji no bukimina Gēmu (kōhen) | 25 giugno 2022    |         |
| 1049 | La minaccia alla carriera di polizia di Megure 「目暮、刑事人生の危機」 - Megure, keiji jinsei no kiki | 9 luglio 2022     |         |
| 1050 | Intrigo alla villa Morikawa (prima parte) 「森川御殿の陰謀（前編）」 - Morikawa goten no inbō (zenpen) | 16 luglio 2022    |         |
| 1051 | Intrigo alla villa Morikawa (seconda parte) 「森川御殿の陰謀（後編）」 - Morikawa goten no inbō (kōhen) | 23 luglio 2022    |         |
| 1052 | La prova del coraggio dei Detective Boys 「少年探偵団の肝試し」 - Shōnen tantei-dan no kan tameshi | 30 luglio 2022    |         |
| 1053 | La scintilla che è caduta sul ranch (prima parte) 「牧場に墜ちた火種（前編）」 - Bokujō ni ochita hidane (zenpen) | 6 agosto 2022     |         |
| 1053 | Amuro parla al telefono con un uomo che è tenuto prigioniero in un'altra stanza dove è presente il cadavere di un altro uomo. I Detective Boys sono su un bus con la maestra Kobayashi e Rumi e si stanno recando ad una fattoria. Le due insegnanti parlano di cognomi che ricordano pennuti e Conan intercetta una parte della loro conversazione in cui Rumi parla dei corvi, riportandogli alla mente Renya Karasuma, il capo dell'Organizzazione degli uomini in nero, di cui Rumi potrebbe far parte. Sul bus è presente anche Amuro che si incontra per la prima volta con Rumi. Quando arrivano alla fattoria Ayumi scompare inseguendo una gallina e si perde nel bosco. Conan, Amuro, Mithsuiko e la maestra Kobayashi si mettono alla ricerca delle sue tracce e incontrano un signore che tira fuori dallo zaino Ayumi e le punta un coltello alla gola. Sotto minaccia, li rinchiude in un sotterraneo nel quale è recluso anche l'assistente di Amuro e Conan scopre che il cadavere dell'uomo nella stanza appartiene al gestore della fattoria, nonché il fratello del criminale che li ha imprigionati. Amuro rivela che si stava recando alla fattoria per salvare il suo assistente che è stato imprigionato dopo essersi messo alla ricerca di alcuni esplosivi rubati dal criminale. Conan deduce che la vittima nella stanza si è impiccato e tramite la ricetrasmittente si mette in contatto con Ai, Genta e Rumi che sono rimasti fuori. Conan descrive loro il criminale che compare subito dopo davanti a loro e che accoglie altri due uomini arrivati sul momento. I tre provano a chiamare la polizia e quando Rumi va per prendere il cellulare dalla sua tasca posteriore dei pantaloni si rende conto che è bucata e di aver perso una cosa importante. Genta ricorda che Amuro in precedenza aveva raccolto qualcosa da terra (una pedina dello shogi). Sfortunatamente il cellulare di Rumi cade in acqua e non riescono a chiamare la polizia. Un altro uomo che era sull'autobus sta vagando in mezzo al bosco alla ricerca di qualcosa. Amuro, analizzando il pezzo di shogi trovato, ripensa alla morte di Kohji Haneda, in seguito alla quale era risultato smarrito uno dei suoi oggetti personali a cui teneva molto: il suo pezzo dello shogi. Ayumi si risveglia e racconta dei dettagli che aveva visto nel bosco e Conan capisce così i motivi che hanno portato quei tre uomini al bosco. |                   |         |
| 1054 | La scintilla che è caduta sul ranch (seconda parte) 「牧場に墜ちた火種（後編）」 - Bokujō ni ochita hidane (kōhen) | 13 agosto 2022    |         |
| 1054 | Conan capisce che i tre uomini che si sono recati alla fattoria sono alla ricerca di un meteorite caduto nei paraggi. Ai, Genta e Rumi tentano di liberare i loro amici e trovano una pietra che si presuppone essere un falso meteorite. L'assistente di Amuro ipotizza che il gestore della fattoria avesse trovato il vero meteorite finito nella propria dimora e lo avesse fatto analizzare da un esperto, ma dopo che quest'ultimo se ne è appropriato e gliene ha consegnato uno falso dicendogli che il meteorite analizzato non aveva valore, il gestore in preda alla disperazione si è suicidato. Conan capisce così che il fratello del gestore non vuole fare loro del male bensì vuole vendicare la morte del fratello uccidendo l'uomo che lo ha spinto al suicidio. Il suo obiettivo è quindi attirare i tre uomini nel punto in cui ha piazzato gli esplosivi per ucciderli tutti. Conan svela ad Ai un trucco per smascherare il vero colpevole fra i tre uomini e le dice di non fidarsi dell'insegnante Rumi. Amuro dice a Conan di aver già visto Ai Haibara da qualche altra parte e Conan gli ricorda che l'ha già vista nel caso del corriere Ghepardo da cui Amuro li ha tratti in salvo. Conan tramite la ricetrasmittente convince il fratello della vittima a non attivare gli esplosivi e gli svela chi è il truffatore fra i tre uomini. Rumi fa cadere il cellulare del malintenzionato nell'acqua, impedendogli di far detonare gli esplosivi ed egli viene messo KO. Dopo che i ragazzi vengono liberati dal sotterraneo Amuro viene rinchiuso lì dall'insegnante Rumi che lo aggredisce nel buio e si riappropria della pedina dello shogi. Amuro rinviene e gli viene detto che ha perso i sensi in seguito a una caduta per le scale. |                   |         |
| 1055 | Diventa un fantasma e vendicati 「幽霊になって復讐を」 - Yūrei ni natte fukushū o | 3 settembre 2022  |         |
| 1056 | Rivoglio quella persona indietro 「あの人を取り戻したい」 - Ano hito o torimodoshitai | 17 settembre 2022 |         |
| 1057 | Cattivi ragazzi 「わるいやつら」 - Warui yatsura | 24 settembre 2022 |         |
| 1058 | L'uomo che si è accampato alla stazione di polizia 「警察に居座った男」 - Keisatsu ni isuwatta otoko | 1º ottobre 2022   |         |
| 1059 | Yoko Okino e la soffitta chiusa a chiave (prima parte) 「沖野ヨーコと屋根裏の密室(前編)」 - Okino Yōko to yaneura no misshitsu (zenpen) | 8 ottobre 2022    |         |
| 1059 | Goro riceve Yoko Okino all'agenzia investigativa. La ragazza racconta che giorni prima ha dormito in una villa sinistra in cui avrebbe dovuto iniziare le riprese di una fiction e durante la notte ha sentito dei rumori. Così, alzandosi e perlustrando la casa ha trovato delle macchie di sangue che si interrompevano davanti al bagno. Lei e gli altri coinquilini, proprietari della villa, si sono resi conto che era scomparso il primogenito della famiglia e dunque si sono divisi in gruppi per cercarlo. L'uomo, poco prima di scomparire, ha inviato un'immagine che raffigura uno strano codice formato con delle carte da poker. Dopo quattro giorni di estenuanti ricerche, trovarono il corpo senza vita nella mansarda della villa chiusa a chiave dall'interno. Goro è colpito da un forte mal di stomaco e si reca in bagno e proprio in quel momento entra nella stanza Wakita che aveva ascoltato tutta la storia e che prova a riflettere sugli elementi del caso assieme ai presenti. |                   |         |
| 1060 | Yoko Okino e la soffitta chiusa a chiave (seconda parte) 「沖野ヨーコと屋根裏の密室(後編)」 - Okino Yōko to yaneura no misshitsu (kōhen) | 15 ottobre 2022   |         |
| 1060 | Conan riesce a decifrare il codice segreto spiegando che le carte formavano le parole "help" e "attic" (il luogo in cui era stato rinchiuso) e Wakita lo osserva sospettoso. Scoprono così che l'omicida è la donna in sedia a rotelle che ha sfruttato la coperta che porta sulle gambe per nascondere la balestra con la quale ha colpito la vittima. Successivamente la vittima ferita si è rifugiata nell'attico e la donna ha finto di ricercarlo. Scoprono inoltre che l'omicidio è stato attuato al fine di vendicare l'amica, nonché moglie della vittima, che era stata uccisa dal marito per poi spacciarlo per suicidio. Il signor Wakita dice a Conan che ha fatto delle deduzioni molto perspicaci aggiungendo che "quando manca qualcosa che dovrebbe esserci ci si impensierisce, come una pedina dello shogi". Amuro continua a guardare sospettoso una foto di Rumi. |                   |         |
| 1061 | Wild Police Story CASE. Hiromitsu Morofushi 「警察学校編 Wild Police Story CASE. 諸伏景光」 - Keisatsu gakkō-hen Wild Police Story CASE. Morofushi Hiromitsu | 29 ottobre 2022   |         |
| 1061 | Alla scuola di polizia si rafforzano i legami tra i compagni. Hiromitsu nota un annuncio di scomparsa di una bambina che somiglia molto a una sua amica d'infanzia che era morta per una malattia. I compagni insistono nel voler conoscere la storia e Hiromitsu, su pressione di Matsuda, ammette che sta cercando l'assassino dei suoi genitori avvenuto quindici anni prima quando, durante la cena, ricevettero un visitatore che accoltellò il padre e così la madre nascose Hiromitsu dentro un armadio. Poi sbirciando dall'armadio vide l'assassino, con un tatuaggio di un calice sulla spalla, che canticchiando una canzone cercava la sua amica d'infanzia, Yuri. Il fratello maggiore, Taka'aki (Komei), lo trovò nell'armadio e gli chiese di raccontargli cosa fosse successo. Poi i due fratelli si divisero e lui conobbe Zero, con cui fece amicizia, e decise di entrare in polizia per vendicare i suoi genitori. I compagni cominciano ad analizzare tre persone sospette che riportano dei tatuaggi. I ragazzi arrivano alla conclusione che Hiromitsu, a causa delle fessure dell'armadio, ha scambiato il tatuaggio di due volti per un calice, identificando così il colpevole. Inoltre Hiromitsu ricorda che la sua amica Yumi era la figlia dell'assassino ed era morta di appendicite dopo che il padre di Hiromitsu l'aveva portata in braccio in ospedale. Così, il padre, credendo che i genitori di Hiromitsu l'avessero rapita, li uccise. I ragazzi si recano dunque nella lavanderia nella quale lavora l'assassino ma trovano le lavatrici piene di bombe che vengono disinnescate da Zero, sotto la guida di Matsuda, in quanto avendo egli le mani in brutte condizioni non è in grado di fare lavori di precisione. Trovano il criminale al piano di sopra con in braccio la bimba scomparsa, con la quale avrebbe voluto morire in onore di sua figlia. Stanno per portarlo via quando scoppia una bomba al piano superiore e il criminale si butta tra le fiamme. Hiromitsu, con coraggio, si butta tra le fiamme e salva il criminale con l'aiuto dei compagni. |                   |         |
| 1062 | La spirale di pioggia e malizia 「雨と悪意のスパイラル」 - Ame to akui no Supairaru | 5 novembre 2022   |         |
| 1063 | Il sesso del pollo mirato 「狙われたひよこ鑑定士」 - Nerawa reta hiyoko kantei-shi | 12 novembre 2022  |         |
| 1064 | L'ultimo colpo d'amore della donna dagli occhi sognanti 「夢見る貴婦人、最後の恋」 - Yumemiru kifujin, saigo no koi | 19 novembre 2022  |         |
| 1065 | I detective non dormono 「探偵は眠らない」 - Tantei wa nemuranai | 26 novembre 2022  |         |
| 1066 | Finché morte non ci separi 「死が二人を分かつまで」 - Shi ga futari o wakatsu made | 3 dicembre 2022   |         |
| 1067 | Il centro commerciale innamorato 「恋する商店街」 - Koisuru shōten machi | 24 dicembre 2022  |         |
| 1068 | Il taccuino del detective di Mitsuhiko Tsuburaya 「円谷光彦の探偵ノート」 - Tsuburaya Mitsuhiko no tantei Nōto | 7 gennaio 2023    |         |
| 1069 | La dolce voce ascoltata attraverso il telefono 「受話器ごしのスウィートボイス」 - Juwaki goshi no Suīto Boisu | 14 gennaio 2023   |         |
| 1070 | La sorpresa che conduce alla tragedia 「サプライズは悲劇のはじまり」 - Sapuraizu wa higeki no hajimari | 21 gennaio 2023   |         |
| 1071 | Il Mystery Show di Yusaku Kudo (prima parte) 「工藤優作の推理ショー（前編）」 - Kudō Yūsaku no Suiri Shō (zenpen) | 28 gennaio 2023   |         |
| 1071 | Yusaku Kudo viene assoldato dalla polizia per indagare su una serie di omicidi a porte chiuse. Yukiko vuole che Conan risolva il caso affidato a Yusaku, in quanto egli è ammalato, in modo tale che quella stessa sera si travesta del marito e riveli in TV la soluzione del caso. Yukiko fornisce a Conan tutti i dettagli del caso e Conan svela subito il mistero. Yukiko viene colpita da un'indigestione alimentare, proprio come il marito. Kaito Kid si presenta a casa Kudo travestito da Yusaku, ricordando a Conan che egli deve un favore a Yusaku per aver fatto cadere le accuse contro di lui in un caso di furto, così Conan ne approfitta per fargli recitare la parte di Yusaku davanti alla troupe televisiva. |                   |         |
| 1072 | Il Mystery Show di Yusaku Kudo (seconda parte) 「工藤優作の推理ショー（後編）」 - Kudō Yūsaku no Suiri Shō (kōhen) | 4 febbraio 2023   |         |
| 1072 | Conan sta per svelare a Kid il colpevole degli omicidi quando entra in stanza un addetto della troupe televisiva, avvisandolo che di lì a poco sarebbe cominciata la diretta. Conan dà un auricolare a Kid attraverso il quale gli comunicherà le cose da dire mentre lui è in diretta TV sotto l'identità di Yusaku. Mentre la giornalista intervista il finto Yusaku, egli le illustra come sono andati i fatti e svela in diretta TV che il colpevole è proprio la giornalista che lo sta intervistando. Alla fine della trasmissione la giornalista viene arrestata e l'ispettore Megure rivela a Conan che poco prima era apparso Kid in un'altra parte della città, asserendo che stavolta si trattava di quello vero. Conan allora non ha idea di chi possa essere la persona che si è finta Kaito Kid travestendosi da Yusaku. In realtà si trattava di Vermouth che, entrando in macchina con Gin e Vodka, dice che aveva una faccenda da sbrigare su richiesta di Rum. Afferma che un individuo che potrebbe rappresentare una futura minaccia per l'Organizzazione è rimasto in Giappone per motivi misteriosi e dunque è andata a scandagliare le sue intenzioni. Vodka le chiede come è andata e lei dice che l'ha delusa e che potrebbe ucciderlo quando vorrebbe. Gin le chiede come mai allora non l'abbia ucciso e lei risponde che lo farà quando sarà necessario. Conan sale in camera ad avvisare i suoi genitori dell'accaduto, ma li trova in ottima salute affiancati da Akai. Jodie e Camel stanno perlustrando la casa per accertarsi che non siano state lasciate microspie. Conan chiede spiegazioni e Yukiko gli spiega che ultimamente si sentivano pedinati da qualcuno e pertanto hanno deciso di mettere alla prova la persona che li pedinava. Hanno capito che lo scopo del pedinatore era provocargli un'intossicazione alimentare tramite del cibo in un ristorante, così hanno finto di mangiarlo tutto e di essersi sentiti male. Hanno così permesso ad un membro dell'Organizzazione di entrare in casa loro facendogli credere di essere stati ingenui e disattenti e di non avere nulla da nascondere. Akai aggiunge che probabilmente non prenderanno più di mira casa Kudo e Yusaku li avvisa che bisogna prepararsi al suo prossimo attacco. |                   |         |
| 1073 | L'inseguimento del ladro di borse da parte dei Detective Boys 「探偵団の引ったくり大追跡」 - Tantei-dan no hittakuri dai tsuiseki | 11 febbraio 2023  |         |
| 1074 | Il Mistery Tour dello stretto di Kanmon (parte di Mojiko e Kokura) 「てっちり対決ミステリーツアー（門司港・小倉編）」 - Tetchiri taiketsu Misuterī Tsuā (Monjikō Kokura-hen) | 18 febbraio 2023  |         |
| 1075 | Il Mistery Tour dello stretto di Kanmon (parte di Shimonoseki) 「てっちり対決ミステリーツアー（下関編）」 - Tetchiri taiketsu Misuterī Tsuā (Shimonoseki-hen) | 25 febbraio 2023  |         |
| 1076 | Il piano segreto del carismatico amministratore delegato 「カリスマ社長の極秘計画」 - Karisuma shachō no gokuhi keikaku | 4 marzo 2023      |         |
| R133 | Wild Police Story CASE. Rei Furuya 「警察学校編 Wild Police Story CASE. 降谷零」 - Keisatsu gakkō-hen Wairudo Porīsu Sutōrī Kēsu. Furuya Rei | 11 marzo 2023     |         |
| R133 | È arrivato il giorno della cerimonia dei diplomi e Rei, Matsuda, Hiromitsu, Wataru e Hagiwara saranno reclutati nella polizia. Sato, che si trova in compagnia di Yumi, nota per strada l'auto Zero di suo padre e si imbattono nei cinque ragazzi. Rei, durante la cerimonia, ripensa a tutte le avventure passate con i suoi compagni. Il capo Onizuka ripensa al gruppo dei cinque studenti a cui, nonostante tutto, si è tanto affezionato. Sette anni dopo Amuro è nella cucina del Café Poirot che taglia un sandwich come gli aveva insegnato l'amico Hiromitsu durante la scuola di polizia. Rei inizia così a pensare alle carriere dei suoi amici dopo la scuola di polizia. Hiromitsu si era infiltrato nell'Organizzazione, ma dopo essere stato scoperto si suicidò per proteggere i suoi amici e la sua famiglia. Wataru fu assegnato alla sezione crimini violenti, ma durante un appostamento notturno venne investito e ucciso da una macchina il cui uomo al volante si addormentò. Matsuda fu assegnato alla squadra artificieri nel reparto antisommossa e in seguito venne trasferito alla sezione crimini violenti e perse la vita a causa di un dinamitardo seriale, sacrificandosi per salvare le vite di molte persone. Hagiwara fu assegnato anche lui alla squadra artificieri nel reparto antisommossa insieme a Matsuda e mentre si trovava a disinnescare un ordigno di un dinamitardo, il timer che precedentemente si era fermato ricominciò a funzionare e causò un'esplosione che lo uccise. Rei racconta di sé, che è entrato nella divisione di pianificazione della sicurezza nell'Agenzia Nazionale di Polizia e nell'organizzazione chiamata "Zero" che coordina tutti gli agenti di Pubblica Sicurezza, per cui scelse di usare il falso nome Toru Amuro. Adesso, si è infiltrato nell'Organizzazione per indagare al suo interno. |                   |         |
| 1077 | Il piano dell'Organizzazione nera (caccia) 「黒ずくめの謀略（狩り）」 - Kuro-zukume no bōryaku (kari) | 25 marzo 2023     |         |
| 1077 | Vodka e Gin uccidono un agente dell'FBI. I Giovani Detective discutono sul fatto che negli ultimi giorni in città sono stati ritrovati corpi di stranieri. Mentre camminano per strada sentono un tonfo e rinvengono un uomo morto che è stato gettato da un palazzo. Conan, guardando in cima al palazzo vede Vodka, che assieme, a Gin, ha appena commesso un altro duplice omicidio di due agenti dell'FBI. Conan si avvicina al corpo dell'uomo precipitato e Chianti e Korn lo hanno sotto tiro, così Gin gli ordina di farlo fuori ma Rena li ferma facendo notare che è sopraggiunta una folla di testimoni. Gli uomini in nero si dileguano e Conan non riceve risposta né da Akai, né dai suoi genitori così si reca a casa sua e trova James, Jodie e Camel in compagnia di altri agenti dell'FBI. Conan viene informato del fatto che l'Organizzazione ha decifrato i messaggi in codice con cui comunicano gli agenti dell'FBI ed è riuscita a rintracciare i diversi luoghi dell'incontro degli agenti, freddandoli. Al momento dunque l'FBI si è rifugiata all'interno di casa Kudo. Conan dice agli agenti che anche lui ha decifrato il codice trovato nel cellulare dell'uomo gettato dal palazzo, intuendo così il luogo e l'ora dell'appuntamento. L'FBI decide quindi di sfruttare il fatto che l'Organizzazione sa decifrare i loro codici a loro vantaggio, provando a tendergli una trappola. Akai dice a Camel di indossare un berretto in quanto l'Organizzazione lo crede morto dopo l'incidente avvenuto in passato, quando l'Organizzazione ha recuperato Rena. L'Organizzazione intercetta un altro messaggio in codice dell'FBI ed è pronta a recarsi nel luogo citato ma Rum interviene, camuffando la propria voce, fermando il piano dei suoi sgherri. L'Organizzazione prende alla sprovvista l'FBI tendendogli a sua volta una trappola e ferendo vari agenti appostati. Gin spara alla macchina di Camel e ferisce il suo accompagnatore e dice a Chianti di non farsi scappare il superstite. Conan intuisce che l'Organizzazione ha capito le intenzioni dell'FBI a causa di un errore commesso da Jodie nello scrivere il codice. |                   |         |
| 1078 | Il piano dell'Organizzazione nera (atterraggio) 「黒ずくめの謀略（上陸）」 - Kuro-zukume no bōryaku (jōriku) | 1º aprile 2023    |         |
| 1078 | Jodie aveva scritto, all'interno del messaggio, un carattere nella versione che viene insegnata alle scuole elementari, a differenza dei codici precedenti in cui era scritto nella versione classica, così l'Organizzazione aveva intuito la trappola. Camel è inseguito da Chianti e Korn e con le sue abilità di guida riesce a seminarli e a mettere in salvo il suo compagno ferito. Tuttavia Korn intuisce il trucco attuato da Camel e avvisano Gin, il quale si mette all'inseguimento di Camel. Akai suggerisce a Camel il piano di fuga, ma Gin avvisa Vermouth e Rena di sbarrargli la strada. Rena spara a Camel il quale perde il controllo del mezzo e precipita in acqua. Korn dice di aver già visto quel volto e che se dovesse rivederlo nuovamente capirebbe di chi si tratta. Gin vuole a tutti i costi recuperare il cadavere dell'agente Camel per vedere di chi si tratta. Camel riesce ad uscire dall'auto e a riemergere. Yusaku fa notare che nessuno di loro si era accorto dell'errore di Jodie, eppure Rum ne è stato/a in grado. Camel finisce su un'isola e Yusaku intuisce che si tratta dell'isola di Umizaru. Jodie dice a Camel di attendere lì e Akai si offre volontario, sotto il travestimento di Subaru, di andarlo a recuperare in compagnia di Conan. Gin apprende la notizia che il conducente dell'auto caduta in mare è scomparso e l'Organizzazione comincia a pensare che l'FBI sta proteggendo quell'agente perché per qualche motivo potrebbe essere pericoloso che loro vengano a scoprire la sua identità. Akai, venuto a sapere da Camel che ha acceso un fuoco lungo la costa, gli dice di spegnerlo immediatamente, e Gin dalla sua auto vede il falò in lontananza prima che venga spento, così Rum gli conferma che l'agente probabilmente è arrivato sull'isola grazie alla corrente diretta lì. L'Organizzazione si dirige dunque sull'isola e Akai suggerisce a Camel di mimetizzarsi cospargendosi del fango addosso e cercare di rimanere nascosto fino all'alba. Akai riceve una chiamata da Rena che gli dice di aver colpito Camel in un punto non vitale, ma che se dovessero trovarlo sarà costretta a sparargli alla testa. |                   |         |
| 1079 | Il piano dell'Organizzazione nera (identità) 「黒ずくめの謀略（正体）」 - Kuro-zukume no bōryaku (shōtai) | 8 aprile 2023     |         |
| 1079 | L'Organizzazione continua a perlustrare l'isola in cerca dell'agente e Akai continua a suggerire a Camel strategie di fuga. Egli si è rifugiato nel bar dell'isola ma, quando entrano Chianti e Vodka, Akai gli dice di fuggire. Tuttavia Camel non taglia la corda perché intercetta una conversazione tra i due dalla quale emergono indizi sull'identità di Rum. Vodka afferma che l'unica informazione reale è che Rum possiede un occhio finto, il resto sono tutte dicerie create dallo stesso Rum per proteggersi e aggiunge che ha cambiato volto e si presenta con un nome da pagliaccio. Camel fa un rumore e viene avvistato di sfuggita dai due e si dà alla fuga. Akai gli suggerisce di nascondersi sottoterra avvolgendosi con i sacchi di iuta e respirare attraverso una cannuccia. Gin, notando che sono spariti i sacchi di iuta, capisce le intenzioni dell'agente e comanda di perlustrare da cima a fondo l'isola, ma Rum suggerisce un piano migliore. Akai e Conan vedono l'isola avvolta nelle fiamme e dicono subito a Camel di uscire dal suo nascondiglio. Mentre l'Organizzazione sta per andare via dall'isola, Camel esce allo scoperto e fugge sul pontile, inseguito dall'Organizzazione. Akai dice a Camel di fuggire e quando Rena suggerisce di sparargli alla testa, Gin dice invece di mirare al cuore, così Chianti gli spara in pieno petto e il corpo di Camel cade in acqua. Akai gesticola a Conan che sta andando tutto secondo i piani. Gin, per accertarsi che l'agente muoia, lancia una granata in acqua, ma mentre questa è in volo viene fatta esplodere da un colpo sparato da Akai da una distanza notevole. Gli uomini dell'Organizzazione sono molto sorpresi e, dopo che Akai spara diversi colpi mirati, costringe l'Organizzazione a ritirarsi, rinunciando così a vedere il volto dell'agente. Vermouth afferma che secondo lei l'uomo ucciso è Andre Camel, in quanto in passato era riuscita ad estorcergli delle informazioni insieme a Bourbon e lo aveva visto in faccia. Mostra loro una foto sul cellulare e Gin fa vedere il volto a Korn, il quale afferma di averlo già visto due anni prima, quando Rum gli aveva inviato una sua foto. Rena, quindi, si rasserena. Rum dice che il loro capo è contento del lavoro che hanno fatto, anche se lui avrebbe preferito catturarlo vivo per estorcergli informazioni. Camel è vivo e gli sono stati tagliati i capelli dai colleghi per renderlo irriconoscibile. Akai e Conan spiegano il trucco messo in atto per far credere all'Organizzazione di avere ucciso veramente Camel. Camel riferisce agli agenti le informazioni che ha scoperto su Rum, e proprio in quel momento Rum viene accompagnato dai suoi sgherri al locale di Beika "Iroa Sushi": si tratta del cuoco Wakita Kanenori! |                   |         |
| 1080 | Le telecamere puntano su Haibara 「灰原を狙うカメラ」 - Haihara o nerau Kamera | 15 aprile 2023    |         |
| 1080 | Conan e Ai vanno a prelevare del denaro con la nuova carta di credito del dottor Agasa per partecipare insieme ai Giovani Detective ad una lotteria al centro commerciale Beika. Agli sportelli automatici entra in seguito un uomo vestito di nero con una carta di credito dello stesso colore che riesce a prelevare nonostante molti sportelli siano fuori servizio. Conan è preoccupato: ha notato che l’uomo è rimasto sorpreso quando ha visto la faccia di Ai e sospetta possa essere un membro dell’Organizzazione. Una volta uscito, Genta, Mitsuhiko e Ayumi lo seguono, credendo sia un hacker internazionale. L’uomo si dirige verso la banca Toto, ma una volta dentro sembra essere scomparso nel nulla. Nel frattempo, una telecamera degli sportelli inquadra Ai: alcuni uomini vestiti di nero stanno cercando di identificare il suo volto per fare rapporto. L’uomo sospetto viene identificato in mezzo ad una folla dai Detective Boys e Conan, che lo seguono, ma questi ha già incrociato Ai, che stava tornando a casa da sola. Fortunatamente i Detective Boys la raggiungono in tempo, ma l’uomo scappa dopo averla sentita chiamare “Haibara”. Ai inizia ad apparire turbata: anche lei inizia a sospettare che l’Organizzazione la stia di nuovo cercando. Mitsuhiko riesce a seguire l’uomo che entra in banca da una porta sul retro e avverte Conan. Nonostante gli avvertimenti di Conan, Mitsuhiko entra dalla porta che l’uomo aveva sbloccato con una password e scopre che alcuni uomini stanno utilizzando un programma per confrontare delle immagini contenenti la faccia di Ai, ricavate dalle telecamere di sicurezza. Gli uomini scoprono Mitsuhiko ma Conan riesce ad intervenire e a chiarire la vicenda. Gli uomini non erano altro che dei dipendenti della stessa banca che avevano notato che da tempo una bambina era solita prelevare del denaro con la carta di credito del dottor Agasa e sospettavano che i due potessero essere coinvolti in un crimine. Nel finale, un’anticipazione rivela che ad Ai accadrà qualcosa per mano dell’Organizzazione. |                   |         |
| 1081 | Il mio amato cane Pan-kun è un bravo ragazzo 「愛犬パン君はおりこうさん」 - Aiken Pan-kun wa orikō-san | 22 aprile 2023    |         |
| 1082 | Il vicolo del triste tradimento 「哀しみの裏切り横丁」 - Kanashimi no uragiri yokochō | 29 aprile 2023    |         |
| 1083 | Dietro le quinte della partita decisiva della J League 「Jリーグ決戦の舞台裏」 - J Rīgu kessen no butaiura | 13 maggio 2023    |         |
| 1084 | Gli uomini gelidi 「冷え切った男達」 - Hie kitta otokotachi | 20 maggio 2023    |         |
| 1085 | Gli amuleti di cattivo auspicio in amore (prima parte) 「不吉な縁結び（前編）」 - Fukitsuna enmusubi (zenpen) | 3 giugno 2023     |         |
| 1085 | Al telegiornale continuano a diffondersi le notizie delle inspiegabili morti di stranieri in Giappone. La sede centrale del Bureau, mentendo, ha smentito le voci che sostenevano che le vittime fossero agenti dell’FBI. Nel frattempo, la sede centrale dell’FBI ha ordinato il ritorno dei propri agenti in America. Conan riflette sul possibile argomento di discussione tra Akai e suo padre Yusaku e sulla possibile identità di Rum, considerando l’informazione ottenuta da Camel sul “nome da pagliaccio” che sta usando il braccio destro del boss dell’Organizzazione per camuffare la propria identità in questo momento. Ran ha in programma di andare a visitare il santuario di Haido con Heiji e Kazuha, la quale è in cerca di un portafortuna in amore. Conan si unisce a loro, con la speranza di poter chiedere un parere ad Heiji su Rum, ma, con sua sfortuna, all’agenzia investigativa si presenta solo Kazuha. Conan scopre che in realtà anche Heiji, nascosto da una maschera, si trova al santuario, per lo stesso motivo di Kazuha. Quando le due ragazze si accorgono che Conan sta parlando con qualcuno, Heiji finge di essere l’attore Hygota Komoto, grazie al papillon cambia voce di Conan e alla scusa di essersi mascherato per evitare di essere accerchiato dai fan. Tuttavia, durante la giornata, un uomo viene ritrovato senza vita ai piedi di una scalinata. Quello che a prima vista sembra un incidente è in realtà un omicidio. Gli agenti Sato e Takagi guidano le investigazioni e radunano tre sospetti. |                   |         |
| 1086 | Gli amuleti di cattivo auspicio in amore (seconda parte) 「不吉な縁結び（後編）」 - Fukitsuna enmusubi (kōhen) | 10 giugno 2023    |         |
| 1086 | Conan ed Heiji aiutano Sato e Takagi ad incastrare il responsabile dell’omicidio. Risolto il caso, Conan chiede ad Heiji quale possa essere, secondo lui, un nome da pagliaccio. Heiji ripensa a Katsuki Doito, una delle tante vittime dei travestimenti di Kaito Kid, il cui nome è un anagramma dello stesso ladro. Kazuha scopre infine il travestimento di Heiji: i due però non hanno ancora modo di confessare i propri sentimenti reciproci. |                   |         |
| 1087 | Il caso del diario illustrato di Ayumi 3 「歩美の絵日記事件簿３」 - Ayumi no enikki jikenbo surī | 17 giugno 2023    |         |
| 1088 | La sfortunata e sospetta vittima 「不運で不審な被害者」 - Fūn de fushin'na higaisha | 24 giugno 2023    |         |
| 1089 | Il ristorante geniale 「天才レストラン」 - Tensai Resutoran | 8 luglio 2023     |         |
| 1090 | Il colpevole che è scomparso nella città addormentata 「眠れる街に消えた犯人」 - Nemureru machi ni kieta hannin | 15 luglio 2023    |         |
| 1091 | Il mistero del giorno delle ragazze 「女子会ミステリー」 - Onagokai Misuterī | 22 luglio 2023    |         |
| 1092 | Appostamento 2 「張り込み２」 - Harikomi tsū | 29 luglio 2023    |         |
| 1093 | La capsula del tempo di Akemi Miyano (prima parte) 「宮野明美のタイムカプセル（前編）」 - Miyano Akemi no Taimu Kapuseru (zenpen) | 5 agosto 2023     |         |
| 1093 | I Detective Boys si ritrovano una domenica mattina per curare l’allevamento di conigli della scuola elementare Teitan. Ai è turbata da diversi pensieri: sospetta ancora che l’Organizzazione sia sulle sue tracce e teme in particolare Gin e Rum. Conan la tranquillizza, ricordandole che l’ultima volta l’Organizzazione si è scontrata solo con l’FBI. Proprio nel momento in cui Conan le dice che è impossibile che i membri dell’Organizzazione abbiano scoperto la sua attuale identità e il suo vero nome, alle loro spalle si palesa un uomo che la chiama “Shiho”, facendo anche riferimento alla sorella Akemi. L’uomo, Sho Murata, si rivela essere un vecchio studente della scuola, giunto per una rimpatriata di classe insieme agli ex compagni Gaku Yanagimaki e Seiko Ichihashi. Sho aveva chiamato Ai con il nome di “Shiho” perché le ricordava molto la sorella di una loro compagna di classe, Akemi Miyano, ma si rende conto che Shiho era una bambina tredici anni prima e per questo non riconosce la vera identità di Ai. Ai scopre quindi che sua sorella aveva frequentato la Teitan. Nel sentire il nome di Shiho Miyano, Rumi, ripensando al caso di Kohji Haneda, ricorda che è lei il membro dell’Organizzazione, figlia di Hell Angel, che ha continuato le ricerche sull’APTX4869 e che ha tradito l’Organizzazione. Rumi non riesce a credere che Shiho sia in realtà Ai. I tre ex studenti affermano di voler cercare una capsula del tempo che proprio Akemi aveva nascosto ai tempi delle elementari. Conan capisce dunque che nessuno di loro è a conoscenza della morte di Akemi. La maestra Kobayashi rivela che Akemi aveva consegnato al maestro Kunigami un foglio sul quale aveva scritto un codice per raggiungere la posizione della capsula, un messaggio cifrato per i suoi compagni e uno per la sorella Shiho. Alla vista del codice i tre ex studenti sbiancano e Conan si insospettisce. I Detective Boys, le maestre e i tre ex studenti si mettono sulle tracce della capsula e Conan rassicura Ai, dicendole che, quando troveranno la capsula, lui estrarrà di nascosto il messaggio che sua sorella aveva scritto per lei, in modo che potesse rimanere privato. |                   |         |
| 1094 | La capsula del tempo di Akemi Miyano (seconda parte) 「宮野明美のタイムカプセル（後編）」 - Miyano Akemi no Taimu Kapuseru (kōhen) | 12 agosto 2023    |         |
| 1094 | Conan risolve l’enigma e scopre anche che uno dei tre ex alunni sta ostacolando le ricerche di proposito. Nel frattempo, al ristorante “Iroha sushi”, Wakita Kanenori riceve l’ordine di consegnare dieci porzioni di sushi alla scuola elementare Teitan. Conan riesce ad incastrare il colpevole e si scopre che la capsula era stata nascosta nel soffitto della capanna per l’allevamento. All’interno viene trovata una foto di classe e sul retro la scritta “Spero che tutti i vostri sogni diventino realtà!”. Conan trova anche una foto ritraente Akemi con sua sorella Shiho e la consegna ad Ai. Sul retro, Akemi scrisse una lettera alla sorella, prevedendo che sarebbe stata mandata a studiare all’estero e che avrebbe continuato la ricerca dei genitori. Non appena finisce di leggere la lettera, Ai ha una strana sensazione: percepisce la presenza di qualcuno fuori dall’aula. Rum, venuto a consegnare il sushi per la festa, si rende conto della presenza di una persona che lui, così come l'Organizzazione, ritenevano morta. Rumi lo osserva dalla finestra dell’aula. |                   |         |
| 1095 | Il sogno dell'uomo scomparso 「消えた男の夢」 - Kieta otoko no yume | 2 settembre 2023  |         |
| 1096 | Il taccuino del detective di Mitsuhiko Tsuburaya 2 「円谷光彦の探偵ノート２」 - Tsuburaya Mitsuhiko no tantei Nōto tsū | 9 settembre 2023  |         |
| 1097 | Sono stato io? 「私がやりましたか？」 - Watashi ga yarimashita ka? | 16 settembre 2023 |         |
| 1098 | Hagiwara Chihaya, dea del vento (prima parte) 「風の女神・萩原千速（前編）」 - Kaze no megami Hagiwara Chihaya (zenpen) | 23 settembre 2023 |         |
| 1098 | Mentre si dirigono ad un pranzo in un rinomato e costoso ristorante francese, Conan e Agasa si imbattono in Chihaya Hagiwara, ispettrice del traffico della provincia di Kanagawa e abile motociclista, che multa il professore per eccesso di velocità. Al ristorante, Sonoko, Ran e Goro fanno la conoscenza di Kinji Nanjo, amministratore delegato della Suzuki Security che da alcuni giorni indossa una mascherina e viene scortato a causa di alcune pubbliche dichiarazioni in riferimento alla sua cassaforte. Nanjo e Agasa si incrociano in bagno ed entrambi notano la reciproca somiglianza fisica. Per questo, il presidente convince Agasa a vestirsi come lui per provare ad ingannare la sorveglianza ed avere un po’ di libertà. Purtroppo Agasa viene rapito da due malviventi che lo scambiano proprio per il presidente Nanjo e gli sparano alla coscia. Conan intuisce l’accaduto e decide di inseguire la macchina dei rapitori con il suo skateboard, seguito da Goro e Ran in auto. Agasa si trova nel portabagagli dell’auto ma riesce a comunicare a distanza con Conan grazie al distintivo dei Detective Boys. I rapitori si accorgono di Conan e riescono a fargli perdere il controllo dello skate. Fortunatamente Conan viene salvato dall’agente Hagiwara, che sembra credere cecamente alla versione dei fatti del bambino, che ne rimane stupito. I due continuano l’inseguimento in moto. Nel frattempo, Goro e Ran vengono raggiunti dall’ispettore Jugo Yokomizo, che rimane sconvolto quando viene a sapere che Conan si trova con Hagiwara. |                   |         |
| 1099 | Hagiwara Chihaya, dea del vento (seconda parte) 「風の女神・萩原千速（後編）」 - Kaze no megami Hagiwara Chihaya (kōhen) | 30 settembre 2023 |         |
| 1099 | Nonostante i rapitori si accorgano che Agasa riesca a comunicare e si sbarazzino del distintivo, Conan e Chihaya riescono a rintracciare la macchina dei rapitori, riuscita anche a sorpassare un posto di blocco. Yokomizo spiega a Ran e Goro che Chihaya è la sorella di un ex artificiere, Kenji Hagiwara, morto insieme al suo collega e amico Jinpei Matsuda a causa dello stesso dinamitardo del caso delle bombe alla torre di toto, che Conan era riuscito a fermare. Chihaya da quel momento in poi maturò il desiderio di mostrare gratitudine a quel ragazzino con gli occhiali che aveva vendicato suo fratello, anche a costo della vita. In un flashback, Chihaya ripensa a quando Kenji e Jinpei l’avevano aiutata a trovare una sua amica ad un concerto e si mostra decisa a ripagare Conan a qualsiasi costo. Conan e Chihaya riescono a bloccare i rapitori e a salvare il dottor Agasa, grazie soprattutto alle abilità motociclistiche dell’ispettrice. Nonostante Yokomizo sia particolarmente arrabbiato con la collega, che aveva infranto la legge facendo salire un bambino sulla sua moto in servizio, l’ispettore confessa a Chihaya di aver raccontato una bugia al suo superiore per evitarle una sanzione, facendo intendere che tra i due c’è del tenero. |                   |         |
| 1100 | I sospetti 20 milioni di yen 「疑惑の２０００万円」 - Giwaku no 2000 man-en | 14 ottobre 2023   |         |
| 1100 | Kogoro viene contattato da una giovane vedova che ha trovato in casa 20 milioni di yen appartenuti a suo marito. La donna non riesce a spiegarsi la provenienza del denaro e, temendo che siano frutto di loschi affari, chiede al detective di indagare in merito. |                   |         |
| 1101 | L'orgoglio dell'uomo immortale 「不死身男のプライド」 - Fujimi otoko no Puraido | 21 ottobre 2023   |         |
| 1102 | Akabeko e tre uomini fortunati 「赤べこと３人の福男」 - Akabeko to 3-ri no fukuotoko | 4 novembre 2023   |         |
| 1103 | Il romanzo per adolescenti che profuma di senso di colpa 「青春小説に罪の匂い」 - Seishun shōsetsu ni tsumi no nioi | 11 novembre 2023  |         |
| 1104 | Il vero colpevole è in fuga 「真犯人は逃走中」 - Shinhan'nin wa tōsō-chū | 18 novembre 2023  |         |
| 1105 | Kid VS Amuro: La frangia della regina (Queen's Bangs) (prima parte) 「キッドＶＳ安室 王妃の前髪（クイーンズ・バング）（前編）」 - Kiddo VS Amuro ōhi no maegami (Kuīnzu Bangu) (zenpen) | 2 dicembre 2023   |         |
| 1105 | Conan, Ran e Sonoko sono in fila per la mostra del tesoro imperiale dei Robanov, la cui punta di diamante è la Queen’s Bang, che pare essere oggetto di desiderio di Ladro Kid. I tre incontrano anche Azusa e Amuro. Per ammazzare il tempo, Amuro mostra alle ragazze un gioco di prestigio con le carte, ma un misterioso uomo si avvicina e svela il trucco, umiliando il giovane. Conan intuisce che l’uomo era in realtà Kid travestito venuto per provocarlo, essendo lui conosciuto con il nome di Killer Kid. Conan rivela di trovarsi alla mostra perché è stato invitato dal consigliere Jirokichi Suzuki. Amuro telefona allora a Kazami, che si trova al concerto di Yoko Okino, affinché anche la Pubblica Sicurezza Giapponese partecipi alla cattura di Kid e alla salvaguardia della corona. Alla missione di Nakamori, Suzuki si uniscono, oltre a Kazami, anche Conan, in veste di Killer Kid, e Amuro sotto la copertura di apprendista del detective Goro. Suzuki ha predisposto un meccanismo per il quale, se la teca della corona viene aperta anche a distanza, il soffitto cade immediatamente, impedendo al ladro qualsiasi via di fuga. Grazie ad un messaggio inviato, Nakamori sospetta che Kid abbia intenzione di narcotizzare con un gas i poliziotti della sicurezza e rubare indisturbato la corona. Anche Azusa raggiunge Conan, affermando di essere una grande fan di Kid. Tuttavia, a mezzanotte la Queen’s Bang sparisce. |                   |         |
| 1106 | Kid VS Amuro: La frangia della regina (Queen's Bangs) (seconda parte) 「キッドＶＳ安室 王妃の前髪（クイーンズ・バング）（後編）」 - Kiddo VS Amuro ōhi no maegami (Kuīnzu Bangu) (kōhen) | 9 dicembre 2023   |         |
| 1106 | Conan sospetta che Kid possa essersi travestito da Azusa, Amuro o Kazami, ovvero gli unici che non indossavano la mascherina antigas. Conan nota che tutti e tre i sospettati hanno della vernice bianca sulle mani e, grazie al punto sporco di vernice, capisce chi è Kid. Conan e Amuro riescono a scoprire lo stratagemma architettato per nascondere la Queen’s Bang e a smascherare Kid, travestito da Kazami. Kid riesce a scappare con la corona, ma viene ammanettato da Amuro sulla cima del palazzo, svelando che in realtà quello presente nella sala era Kazami travestito. Amuro rivela che Kazami è appassionato di idol perché è stato incaricato da lui di indagare su Goro. Inoltre, Amuro ha l’impressione di aver già incontrato Kid da qualche parte ma questi, ripensando al caso del Mystery Train, elude la domanda. Kid riesce a sfuggire dalla presa delle manette, lasciando solo la corona. |                   |         |
| 1107 | Sono stato incastrato 「ハメられたのは私」 - Hamerareta no wa watashi | 16 dicembre 2023  |         |
| 1108 | Il segreto nascosto dietro il bigliettino 「カードに伏せられた秘密」 - Kādo ni fusera reta himitsu | 23 dicembre 2023  |         |
| 1109 | Takagi, Date e la promessa del taccuino (prima parte) 「高木と伊達と手帳の約束（前編）」 - Takagi to Date to techō no yakusoku (zenpen) | 6 gennaio 2024    |         |
| 1110 | Takagi, Date e la promessa del taccuino (seconda parte) 「高木と伊達と手帳の約束（後編）」 - Takagi to Date to techō no yakusoku (kōhen) | 13 gennaio 2024   |         |
| 1111 | Rube Goldberg Machine (prima parte) 「ルーブ・ゴールドバーグマシン（前編）」 - Rūbu Gōrudobāgu Mashin (zenpen) | 20 gennaio 2024   |         |
| 1112 | Rube Goldberg Machine (seconda parte) 「ルーブ・ゴールドバーグマシン（後編）」 - Rūbu Gōrudobāgu Mashin (kōhen) | 27 gennaio 2024   |         |
| 1113 | La tua ultima cena 「ルーブ・ゴールドバーグマシン（後編）」 - Rasuto Dinā o anata ni | 3 febbraio 2024   |         |
| 1114 | La sensazione di sentirsi in gabbia 「お騒がせな籠城」 - O sawagasena rōjō | 10 febbraio 2024  |         |
| 1115 | La festa di matchmaking di Chihaya e Jugo (prima parte) 「千速と重悟の婚活パーティー（前編）」 - Chihaya to Jūgo no kon katsu Pātī (zenpen) | 2 marzo 2024      |         |
| 1115 | Jugo Yokomizo incontra casualmente Chihaya Hagiwara ad un ricevimento mascherato per combinare matrimoni. Durante la serata, Chihaya rivela che gli uomini che le piacciono sono quelli sfacciati e dal carattere prepotente, proprio come Jinpei Matsuda, che in passato si era innamorato di lei. Alla fine del ricevimento, i partecipanti devono scrivere su un foglio da consegnare all’organizzatore i numeri di cinque partner che si vogliono conoscere. Sfortunatamente, Jugo si dimentica il numero di Chihaya e i due sono costretti a separarsi. Mentre aspetta di incontrare una donna, visitata da altri pretendenti, Jugo scopre il suo cadavere e attira le attenzioni di Conan, Ran e Goro, che si trovavano casualmente fuori dal locale, oltre che quelle di Chihaya. I sospetti ricadono sui tre uomini che la donna aveva incontrato prima che venisse il turno di Yokomizo. |                   |         |
| 1116 | La festa di matchmaking di Chihaya e Jugo (seconda parte) 「千速と重悟の婚活パーティー（後編）」 - Chihaya to Jūgo no kon katsu Pātī (kōhen) | 9 marzo 2024      |         |
| 1116 | Conan addormenta Goro e risolve il caso. Il colpevole ruba però un coltello in modo furtivo e minaccia di togliersi la vita. Takagi interviene, afferrando con entrambe le mani la lama del coltello e sanguinando inevitabilmente. In seguito, Yokomizo riesce a mettere K.O. il criminale. Scampato il peggio, Chihaya chiama Takagi in disparte, definendolo come un tipo che non si preoccupa delle conseguenze delle sue azioni se c’è bisogno di proteggere qualcosa di importante e ripensa a Matsuda. Sato interrompe la discussione e gli intimi intenti di Chihaya, la quale, intuendo che Takagi è fidanzato, consiglia a Sato di non lasciarlo andare. Prima di andare, Hagiwara saluta Conan, quasi sapendo già che si trovasse dietro Goro, e lo ringrazia per il suo ruolo. Mentre sono in moto, Chihaya e Jugo discutono di Matsuda ed in particolare lei ricorda un evento in cui Jinpei aveva impedito ad una sua amica di suicidarsi proprio come aveva fatto Takagi quella sera. Inoltre, Chihaya nota che Jugo ha una ferita aperta sullo stomaco e definisce anche lui uno di quegli uomini sciocchi che a lei tanto piacciono. |                   |         |
| 1117 | L'insegnante di karate Ran Mori 「空手の先生、毛利蘭」 - Karate no sensei, Mōri Ran | 16 marzo 2024     |         |
| 1117 | Ran sostituisce un maestro di karate che si è infortunato ad un braccio. Poco prima della fine della lezione avviene un black out e il padrone dello stabile, che abita sopra la palestra, viene ritrovato morto. Conan, che ha accompagnato Ran, aiuta la polizia nelle indagini. |                   |         |
| 1118 | Il mistero del giorno delle ragazze 2 「女子会ミステリー２」 - Onagokai Misuterī 2 | 23 marzo 2024     |         |
| 1119 | La riunione di classe di quattro persone 「４人だけの同窓会」 - 4-ri dake no dōsōkai | 6 aprile 2024     |         |
| 1120 | Il mistero del tesoro rubato 「失われたお宝ミステリー」 - Ushinawareta otakara Misuterī | 13 aprile 2024    |         |
| 1121 | Il campo di meloni troppo pericoloso 「あぶなすぎるメロン畑」 - Abuna sugiru meron hata | 27 aprile 2024    |         |
| 1122 | Tracciamento 3 「張り込み３」 - Harikomi surī | 4 maggio 2024     |         |
| 1123 | Il corpo sul confine Gunma-Nagano (prima parte) 「群馬と長野 県境の遺体」 - Gunma to Nagano (bōdā) (zenpen) | 11 maggio 2024    |         |
| 1123 | Goro decide di chiamare l’ispettore Yamamura per farsi consigliare un locale rinomato a Gunma. Yamamura, che sta lavorando ad un caso, chiede a Goro di raggiungerlo, poiché il corpo della vittima si trova in un parcheggio sul confine tra la provincia di Gunma e di Nagano. Yamamura afferma anche di essere stato raggiunto da un poliziotto enorme, un investigatore arguto e un’agente affascinante che pretendono di avere le redini del caso. Arrivati sul posto, Conan, Ran e Goro capiscono che l’ispettore si riferiva a Kansuke Yamato, Takaaki Morofushi e Yui Uehara della polizia di Nagano. Insieme decidono di collaborare sul caso. Yamamura, pur non avendolo mai incontrato prima, riconosce in Morofushi una figura familiare. La vittima, uno streamer, era stato ripreso dalle telecamere di sorveglianza mentre veniva avvicinato e ucciso da una figura incappucciata. I sospetti ricadono così su tre colleghi della vittima. |                   |         |
| 1124 | Il corpo sul confine Gunma-Nagano (seconda parte) 「群馬と長野 県境の遺体」 - Gunma to Nagano (bōdā) (kōhen) | 18 maggio 2024    |         |
| 1124 | Improvvisamente, Yamamura riconosce nel volto di Morofushi i tratti facciali del suo amico di infanzia Hiro. Yamamura rivela di aver conosciuto Hiromitsu Morofushi, fratello dell’ispettore, proprio sul confine tra le due province, dove i due avevano creato un nascondiglio segreto. Komei rivela che sia lui che Hiromitsu, durante il suo periodo alle elementari, erano stati presi in custodia da dei parenti a Tokyo e, per questo motivo, suo fratello non riuscì più ad incontrarsi con Yamamura. Morofushi, però, non gli rivela che Hiromitsu è ormai morto, ma si limita a dire che suo fratello ha lasciato le forze di polizia e che da tempo non dà sue notizie. Grazie anche ad alcuni dettagli forniti da Yamamura sulla sua infanzia, Conan, Yamato e Morofushi riescono a risolvere il caso e ad arrestare il responsabile. Alla fine della vicenda, Yamamura rivela di aver ricevuto, cinque anni prima, una cartolina dove il mittente, non specificato, gli chiedeva di vedersi al nascondiglio, ma che quel giorno nessuno si presentò. Morofushi, interessato, chiede di poter visitare il nascondiglio segreto. Qui, Yamamura scopre, grazie all’aiuto di Komei, un messaggio segreto di Hiromitsu, che gli rivelava di essere diventato anche lui un poliziotto. Morofushi così, vedendo la tristezza negli occhi del collega, gli confessa che probabilmente Hiromitsu è diventato un membro della Pubblica Sicurezza Giapponese e che, perciò, è ancora un poliziotto. |                   |         |
| 1125 | Il caso del diario illustrato di Ayumi 4 「歩美の絵日記事件簿 ４」 - Ayumi no enikki jikenbo fō | 1º giugno 2024    |         |
| 1126 | Il detective che ha perso la testa 「逆上せあがった探偵」 - Nobose agatta tantei | 8 giugno 2024     |         |
| 1127 | La stanza degli interrogatori 2 「ザ・取調室２」 - Za torishirabeshitsu 2 | 15 giugno 2024    |         |
| 1128 | I due ostaggi di Conan e Megure (prima parte) 「コナンと目暮 ２人の人質（前編）」 - Konan to Megure 2-ri no hitojichi (zenpen) | 22 giugno 2024    |         |
| 1129 | I due ostaggi di Conan e Megure (seconda parte) 「コナンと目暮 ２人の人質（後編）」 - Konan to Megure 2-ri no hitojichi (kōhen) | 29 giugno 2024    |         |
| 1130 | Preoccupazioni di infedeltà della tripla collaborazione (prima parte) 「トリプルコラボの浮気疑惑（前編）」 - Toripuru Korabo no uwaki giwaku (zenpen) | 20 luglio 2024    |         |
| 1131 | Preoccupazioni di infedeltà della tripla collaborazione (seconda parte) 「トリプルコラボの浮気疑惑（後編）」 - Toripuru Korabo no uwaki giwaku (kōhen) | 3 agosto 2024     |         |
| 1132 | Il taccuino del detective di Mitsuhiko Tsuburaya 3 「円谷光彦の探偵ノート３」 - Tsuburaya Mitsuhiko no tantei Nōto Surī | 17 agosto 2024    |         |
| 1133 | Miglior marito 「ベストハズバンド」 - Besuto Hazubando | 24 agosto 2024    |         |
| 1134 | La sfortuna di un uomo positivo 「ポジティブ男の災難」 - Pojitibu otoko no sainan | 14 settembre 2024 |         |
| 1135 | La dolce trappola di Momiji Ooka (prima parte) 「大岡紅葉の甘い罠（前編）」 - Ōoka Momiji no amai wana (zenpen) | 21 settembre 2024 |         |
| 1135 | Ran e Kazuha si trovano a Kyoto per un tour gastronomico guidate da Iori, mentre Kogoro e Heiji vengono convocati da un regista per recitare la parte dei protagonisti di uno spettacolo teatrale. Presto si scopre che sia lo spettacolo che il tour sono stati finanziati dalla ricca famiglia di Momiji Ooka, intenzionata ad avvicinarsi ad Heiji, allontanandolo da Kazuha. A casa del regista è presente anche il caposquadra Hyoe Kuroda, trattenutosi per dare assistenza al regista dopo essere passato da casa Ooka per salutare il capo famiglia, ormai in pensione. Durante una pausa, tuttavia, uno degli sceneggiatori viene ucciso. Ran e Kazuha, nel frattempo, sono costrette da Iori a finire il loro tour gastronomico, sotto ordine di Momiji. |                   |         |
| 1136 | La dolce trappola di Momiji Ooka (seconda parte) 「大岡紅葉の甘い罠（後編）」 - Ōoka Momiji no amai wana (kōhen) | 28 settembre 2024 |         |
| 1136 | L’ispettore Ayanokoji sopraggiunge, e durante le indagini Momiji e Heiji arrivano quasi a baciarsi, prima di essere interrotti da Conan. Heiji smaschera l’assassino, con l’aiuto di Conan e Momiji. Mentre l’assassino viene arrestato, fanno ritorno Ran, Kazuha e Iori, il quale viene avvicinato da Kuroda. L’ispettore parla di “controllo” e “disinfezione”, chiamandolo Sakakibara: identità che Muga aveva usato in passato per infiltrarsi in un certo luogo. Conan ascolta la conversazione e sospetta che entrambi facciano in realtà parte della Pubblica Sicurezza Giapponese. Inoltre, Kuroda è venuto a sapere che Iori ha incontrato un individuo dai capelli biondi, riferendosi ad Amuro, ma Muga afferma che costui si porta dietro i vincoli del suo passato. L’attenzione dei tre viene però improvvisamente catturata da un’auto di colore nero che transita di fronte all’abitazione. All’interno di essa si intravede un misterioso anziano dalla barba brizzolata e con una maschera dell’ossigeno sulla bocca. Vedendo la polizia, l’uomo rivela al suo autista di considerare i poliziotti come un branco di incapaci. |                   |         |
| 1137 | Il segreto del sapore mutevole del ristorante popolare 「行列店、味変の秘密」 - Gyōretsu-ten, aji hen no himitsu | 5 ottobre 2024    |         |
| 1138 | La cabina della polizia mobile 「動く交番」 - Ugoku kōban | 12 ottobre 2024   |         |
| 1139 | La sorella tormentata dal fratello meschino 「意地悪な弟に困る姉」 - Ijiwaruna otōto ni komaru ane | 19 ottobre 2024   |         |
| 1140 | Il mistero del giorno delle ragazze 3 「女子会ミステリー ３」 - Onagokai Misuterī 3 | 2 novembre 2024   |         |
| 1141 | La famiglia Mori veglia sulla propria casa 「お留守番毛利一家」 - Orushuban Mōri ikka | 9 novembre 2024   |         |
| 1142 | Il caso dell'omicidio della villa Rampo (prima parte) 「乱歩邸殺人事件（前編）」 - Ranpo-tei satsujin jiken (zenpen) | 16 novembre 2024  |         |
| 1143 | Il caso dell'omicidio della villa Rampo (seconda parte) 「乱歩邸殺人事件（後編）」 - Ranpo-tei satsujin jiken (kōhen) | 23 novembre 2024  |         |
| 1144 | Caso di attentato seriale in un hotel (prima parte) 「ホテル連続爆破事件（前編）」 - Hoteru renzoku bakuha jiken (zenpen) | 7 dicembre 2024   |         |
| 1144 | Ran viene a sapere da Sera che la libreria di Haido è fornita di nuovi romanzi gialli, così, suggerisce a Conan di andarci. Sul luogo, Conan incontra casualmente proprio Sera, la quale, grazie ad uno stratagemma, fa in modo che il bambino si sporchi, così da invitarlo nella sua camera d’albergo e cercare nel suo zaino l’antidoto per l’APTX. Conan, pur essendo ben consapevole dei reali obiettivi della ragazza, accetta. Dietro di loro, un uomo si accorge della loro presenza e li segue. Sera e Mary, approfittando della doccia di Conan, frugano nel suo zaino, ma questi si prende gioco di loro e dal bagno afferma di non essersi portato con sé il farmaco che Sera sta cercando. La ragazza, tramite hacking, mostra a Conan un messaggio di un attentatore seriale di hotel che afferma che, se nessuno fosse riuscito a risolvere il codice allegato, avrebbe fatto esplodere un’altra stanza d’albergo. Mentre Sera prepara il tè, Conan le fa notare che sul tavolo sono presenti diverse tazzine, alcune delle quali presentano la bustina da tè leggermente schiacciata sul bordo, come da abitudine di alcune persone inglesi. Conan sa che nella camera di Sera è nascosta un’altra persona, ma prima che riesca a far confessare la verità alla ragazza, i due odono le lamentele di un cliente che ha trovato un codice misterioso nella sua stanza: il codice è lo stesso del bombarolo. L’attentatore telefona alla reception e rivela che la bomba esploderà alle cinque del pomeriggio, a meno che qualcuno riesca a risolvere il codice. Da alcune specifiche parole dell’uomo, Sera e Conan capiscono che costui si trova all’interno dell’hotel. L’avvocatessa Kisaki si rivela essere la consulente legale dell’hotel e così viene coinvolta da Conan e Sera nelle investigazioni. Con una scusa, Sera torna in camera: qui sua madre Mary appare inizialmente contrariata dal cambio di programma di Masumi, ma successivamente cambia idea, affermando che, se l’hotel dovesse essere evacuato, allora le due sarebbero costrette a cambiare covo ancora una volta e questo darebbe fastidio ad una certa persona. Inoltre, la bambina chiede a Masumi di nascondere il suo telefono con la chiamata aperta, in modo da poterle dare una mano nelle indagini. |                   |         |
| 1145 | Caso di attentato seriale in un hotel (seconda parte) 「ホテル連続爆破事件（後編）」 - Hoteru renzoku bakuha jiken (kōhen) | 14 dicembre 2024  |         |
| 1145 | Sera, Conan ed Eri iniziano a interrogare i sospettati, mentre Mary ascolta le conversazioni. Durante gli interrogatori, la polizia riesce a introdursi nell’hotel grazie ad Eri, che ha scoperto insieme ai ragazzi l’identità dell’attentatore e la logica dietro al codice. Masumi e Mary riescono ad entrare nella camera del cliente nella quale è stata nascosta la bomba, che viene disinnescata dall’agente dell’MI6. Mentre l’attentatore viene arrestato, un uomo dai capelli e barba biondi e gli occhiali da sole attiva con una penna l’allarme antincendio, generando allarmismo e causando l’evacuazione dei clienti dell’hotel. Una volta tornato in macchina, l’uomo si rivela essere l’autista del misterioso anziano con la maschera dell'ossigeno, il quale sembra particolarmente felice di aver intravisto Mary tra la folla. |                   |         |
| 1146 | La libreria sibilante 4 「汽笛の聞こえる古書店４」 - Kiteki no kikoeru kosho-ten Fō | 21 dicembre 2024  |         |
| 1147 | Tracciamento 4 「張り込み４」 - Harikomi Fō | 28 dicembre 2024  |         |
| 1148 | I Detective Boys e i due leader (prima parte) 「探偵団と二人の引率者（前編）」 - Tantei-dan to futari no insotsu-sha (zenpen) | 4 gennaio 2025    |         |
| 1148 | Durante l’orario delle pulizie a scuola, Conan ascolta sul cellulare la notizia riguardante l’hotel dove stava per verificarsi l'attentato del bombarolo. Il giornalista afferma che l’attivazione dell’allarme antincendio era stata presa per uno scherzo, mentre in seguito era stata considerata come frutto di un malfunzionamento. Tuttavia, Conan è convinto che ci sia qualcosa di strano, poiché i telegiornali non hanno trasmesso nessun video amatoriale né testimonianze del momento. I giovani detective apprendono di una collaborazione tra Kamen Yiaiba e uno stabilimento balneare di Shizuoka e maturano il desiderio di passare una giornata al mare. Poiché il dottor Agasa ha subito uno strappo alla schiena e la maestra Kobayashi ha già un appuntamento con l’ispettore Shiratori, la maestra Wakasa si offre come accompagnatrice. Conan, nonostante Ai appaia tranquilla, è convinto che l’amica sia il vero obiettivo di Rumi. Di conseguenza, Conan chiede ad Akai, nelle vesti di Subaru Okiya, di unirsi a loro e in particolare di vigilare su Ai. Una volta arrivati allo stabilimento, i bambini si divertono in acqua, mentre Rumi e Akai rimangono sotto l’ombrellone. Wakasa chiede ad Okiya se conosce la bambina che afferma di essere una lontana parente del dottor Agasa, ma questi risponde di sapere esclusivamente che i due abitavano già insieme quando venne ad abitare in casa Kudo. Rumi così gli rivela di avere l’impressione che Ai sia in realtà la figlia della donna che le ha sconvolto la vita. Successivamente, afferma di avere dei sospetti anche sullo stesso Okiya, che le ricorda un uomo forte e affidabile che ha incontrato in passato. Akai incalza e le rivela di sospettare che la donna non si tolga la sua vestaglia perché nasconde delle ferite che non vuole mostrare. In tutta risposta, Wakasa nota che Okiya porta una maglietta a mezzo collo nonostante la stagione estiva e che la sua faccia non presenta alcun segno di sudore, a differenza delle braccia. Nel corso della giornata, il corpo del titolare dello stabilimento viene trovato dentro un sacco di plastica. L’ispettore Sango Yokomizo giunge ad indagare e Conan afferma che i sospetti siano i tre giovani che lavorano allo stabilimento. |                   |         |
| 1149 | I Detective Boys e i due leader (seconda parte) 「探偵団と二人の引率者（後編）」 - Tantei-dan to futari no insotsu-sha (kōhen) | 11 gennaio 2025   |         |
| 1149 | Durante le indagini, Ai spiega come i componenti chimici del pompelmo possano aumentare gli effetti di un farmaco come la nifedipina. Wakasa, colpita da tali informazioni, chiede alla bambina come faccia ad avere conoscenze del genere sulla farmacia. Conan interviene, affermando che il merito è del dottor Agasa. Grazie ad un’intuizione, Conan riesce a scoprire il colpevole, rivelando a Yokomizo le sue teorie e spacciandole per intuizioni di Okiya. Dietro il movente dell’omicidio si nascondeva il coinvolgimento di una banda di truffatori, che dopo l’arresto del responsabile, si presenta sulla spiaggia e tenta di aggredire fisicamente la donna che minacciava di denunciarli. Akai si fa avanti e grazie al jeet kune do mette KO uno dei membri della banda, poi allerta Wakasa di farsi da parte e portare i bambini in un luogo sicuro. Di fronte a tali parole, Rumi rivede Tsutomu Akai in Okiya. I due si erano incontrati in un contesto in cui è stato necessario fronteggiare un “mostro” mortale. Dopo aver rinchiuso i bambini dentro lo stabilimento, Rumi finge di rompere la maniglia per sbaglio e rimane fuori a fronteggiare i criminali che la seguivano, stendendoli tutti senza essere vista. Una volta finito il peggio, Conan e Akai, guardando le sue mani, scoprono la verità. |                   |         |
| 1150 | Kaito Kid e la corona magica (prima parte) 「怪盗キッドと王冠マジック（前編）」 - Kaitō Kiddo to ōkan Majikku (zenpen) | 18 gennaio 2025   |         |
| 1151 | Kaito Kid e la corona magica (seconda parte) 「怪盗キッドと王冠マジック（後編）」 - Kaitō Kiddo to ōkan Majikku (kōhen) | 25 gennaio 2025   |         |
| 1152 | L'ultimo ballo 「ラストダンス」 - Rasuto Dansu | 8 febbraio 2025   |         |
| 1153 | La Yamahime di Yakushima (prima parte) 「屋久島の山姫（前編）」 - Yakushima no Yamahime (zenpen) | 15 febbraio 2025  |         |
| 1154 | La Yamahime di Yakushima (seconda parte) 「屋久島の山姫（後編）」 - Yakushima no Yamahime (kōhen) | 22 febbraio 2025  |         |
| 1155 | Inseguire! Taxi per detective 2 「追跡！ 探偵タクシー２」 - Tsuiseki! Tantei Takushī 2 | 1º marzo 2025     |         |
| 1156 | Il mistero di Ishikawa Yorumasshi (prima parte) 「石川よるまっしミステリー（前編）」 - Ishikawa Yorumasshi Misuterī (zenpen) | 8 marzo 2025      |         |
| 1157 | Il mistero di Ishikawa Yorumasshi (seconda parte) 「石川よるまっしミステリー（後編）」 - Ishikawa Yorumasshi Misuterī (kōhen) | 15 marzo 2025     |         |
| 1158 | I Detective Boys e la loro amata vecchia casa 「探偵団と憧れの古民家」 - Tantei-dan to akogareno ko minka | 12 aprile 2025    |         |
| 1159 | Il luogo dell'addio 「サヨナラの行方」 - Sayonara no yukue | 19 aprile 2025    |         |
| 1160 | Quando lo shishi odoshi risuona 「鹿威しが響く刻 （トキ）」 - Shishi odoshi ga hibiku koku (toki) | 26 aprile 2025    |         |
| 1161 | L'immagine residua del segreto 「秘密の残像」 - Himitsu no zanzō | 3 maggio 2025     |         |
| 1162 | Il caso del diario illustrato di Ayumi 5 「歩美の絵日記事件簿５」 - Ayumi no enikki jikenbo faibu | 10 maggio 2025    |         |
| 1163 | La canzone del conteggio ascoltata nell'oscurità 「闇に聞こえる数え歌」 - Yami ni kikoeru kazoeuta | 17 maggio 2025    |         |
| 1164 | La verità di 17 anni fa (Il cavallo insanguinato) 「17年前の真相 血染めの騎士」 - 17-nen mae no shinsō Chizome no naito | 7 giugno 2025     |         |
| 1165 | La verità di 17 anni fa (Il demone perspicace) 「17年前の真相 達眼の悪魔」 - 17-nen mae no shinsō Tatsugan no akuma | 14 giugno 2025    |         |
| 1166 | La verità di 17 anni fa (L'alfiere lungimirante) 「17年前の真相 遠見の角行」 - 17-nen mae no shinsō Tōmi no kakugyō | 21 giugno 2025    |         |
| 1167 | La verità di 17 anni fa (Il gambetto di donna) 「17年前の真相 女王の謀」 - 17-nen mae no shinsō Kuīnzu gyanbitto | 28 giugno 2025    |         |
| 1168 | Il diario investigativo di Genta sull'anguilla 「元太のうなぎ捕物帳」 - Genta no unagi torimonochō | 19 luglio 2025    |         |
| 1169 | Il mistero della classe mangia-uomini (prima parte) 「人喰い教室の怪 （前編）」 - Hitokui kyōshitsu no kai (zenpen) | 26 luglio 2025    |         |
| 1170 | Il mistero della classe mangia-uomini (seconda parte) 「人喰い教室の怪 （後編）」 - Hitokui kyōshitsu no kai (kōhen) | 2 agosto 2025     |         |
| 1171 | Perché sono diventato il suo maggiordomo (prima parte) 「執事になった理由 （前編）」 - Shitsuji ni natta riyū (zenpen) | 16 agosto 2025    |         |
| 1172 | Perché sono diventato il suo maggiordomo (seconda parte) 「執事になった理由 （後編）」 - Shitsuji ni natta riyū (kōhen) | 23 agosto 2025    |         |